# 옵테론

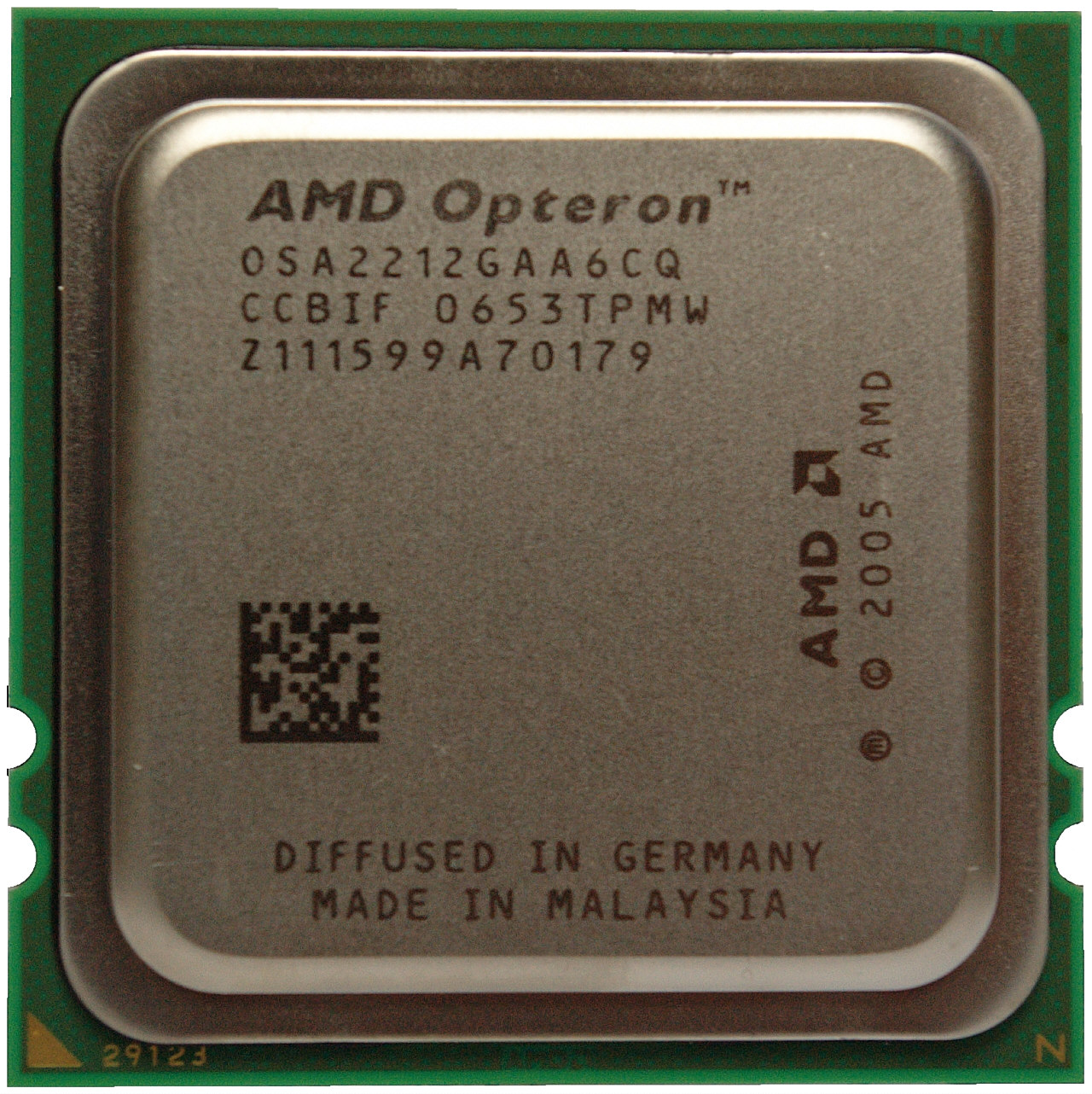

옵테론(Opteron)은 AMD사의 x86 서버 중앙 처리 장치이며 AMD64 (x86-64) 명령어 집합 구조를 이식시킨 최초의 프로세서였다. 2003년 4월 22일에 슬릿지해머(SledgeHammer) 코어 (K8)과 더불어 출시하였고 서버 시장, 특히 인텔 제온 프로세서와 같은 영역에서 경쟁하기 위해 고안된 제품이다. K10 마이크로아키텍처 기반 프로세서들은 2007년 9월 10일에 새로운 쿼드 코어 구성으로 알려졌다. 2016년, ARM 아키텍처 기반의 마지막 옵테론 모델이 나왔으며, 2017년 AMD 에픽에게 자리를 내주었다.

## 모델

### 옵테론 (130 nm SOI)
싱글 코어 — SledgeHammer (1yy, 2yy, 8yy)
- CPU 스테핑: B3, C0, CG
- L1 캐시: 64 + 64 KiB (데이터 + 명령어)
- L2 캐시: 1024 KiB, 풀스피드
- MMX (명령어 집합), 확장 3DNow!, SSE, SSE2, AMD64
- 소켓 940, 800 MHz 하이퍼트랜스포트
- 등록된 DDR SDRAM 필요, ECC 가능
- VCore: 1.50 V - 1.55 V
- 최대 전력 (TDP): 89 W
- 첫 출시일: 2003년 4월 22일
- 클럭 속도: 1400–2400 MHz (x40 - x50)

### 옵테론 (90 nm SOI, DDR)
싱글 코어 — Venus (1yy), Troy (2yy), Athens (8yy)
- CPU 스테핑: E4
- L1 캐시: 64 + 64 KiB (데이터 + 명령어)
- L2 캐시: 1024 KiB, 풀스피드
- MMX (명령어 집합), 확장 3DNow!, SSE, SSE2, SSE3, AMD64
- 소켓 940, 800 MHz 하이퍼트랜스포트
- 소켓 939/소켓 940, 1000 MHz 하이퍼트랜스포트
- 등록된 DDR SDRAM 필요 - 소켓 940, ECC 가능
- VCore: 1.35V - 1.4V
- 최대 전력 (TDP): 95W
- NX 비트
- 64비트 세그먼트 지원 검사 (VMware 스타일 바이너리 번역 가상화)
- 최적화된 전력 관리 (OPM)
- 첫 출시일: 2005년 2월 14일
- 클럭 속도: 1600 - 3000 MHz (x42 - x56)

듀얼 코어 — Denmark (1yy), Italy (2yy), Egypt (8yy)
- CPU 스테핑: E1, E6
- 첫 출시일: 2005년 봄
- 클럭 속도: 1600–2800 MHz (x60, x65, x70, x75, x80, x85, x90)
- 소켓 939/소켓 940, 1000 MHz 하이퍼트랜스포트
- NX 비트

### 옵테론 (90 nm SOI, DDR2)
듀얼 코어 — Santa Ana (12yy), Santa Rosa (22yy, 82yy)
- CPU 스테핑: F2, F3
- L1 캐시: 64 + 64 KiB (데이터 + 명령어)
- L2 캐시: 2*1024 KiB, 풀스피드
- MMX (명령어 집합), 확장 3DNow!, SSE, SSE2, SSE3, AMD64
- 소켓 F, ??? MHz 하이퍼트랜스포트 - 옵테론 2yy, 8yy
- 소켓 AM2, ??? MHz 하이퍼트랜스포트 - 옵테론 1yy
- VCore: 1.35 V
- 최대 전력 (TDP): 95W
- NX 비트
- AMD-V 가상화
- 최적화된 전력 관리 (OPM)
- 첫 출시일: 2006년
- 클럭 속도: 1800–3200 MHz (xx10, xx12, xx14, xx16, xx18, xx20, xx20, xx22, xx24)

### 옵테론 (65 nm SOI)
쿼드 코어 — Barcelona (23yy, 83yy), Budapest (13yy)
- CPU 스테핑: BA, B3
- L1 캐시: 64 + 64 KiB (데이터 + 명령어) (한 코어)
- L2 캐시: 512 KiB, 풀스피드 (한 코어)
- L3 캐시: 2048 KiB, 공유
- MMX (명령어 집합), 확장 3DNow!, SSE, SSE2, SSE3, AMD64, SSE4A
- 소켓 F, 소켓 AM2+, 하이퍼트랜스포트 3.0 (1.6 GHz-2.0 GHz)
- 등록된 DDR2 SDRAM 필요, ECC 가능
- VCore:
- 최대 전력 (TDP):
- NX 비트
- AMD-V 가상화
- 동적 전원 관리
- VCore: 1.2 볼트
- 첫 출시일: 2007년 9월 10일
- 클럭 속도: 1700–2500 MHz